# Nathan Blake
Nathan Alexandar Blake (født 27. januar 1972 i Cardiff, Wales) er en walisisk tidligere fodboldspiller (angriber).
Blake spillede i løbet af sin 16 år lange karriere for adskillige klubber i både Wales og England. Af hans hold kan blandt andet nævnes Cardiff City, Bolton Wanderers, Blackburn Rovers og Wolverhampton Wanderers. Blake oplevede hele fem gange at rykke ned fra Premier League, en rekord han deler med islændingen Hermann Hreiðarsson.
Blake spillede desuden 29 kampe og scorede fire mål for det walisiske landshold. Efter at Wales efter playoff missede kvalifikationen til EM i 2004 i Portugal stoppede han sin landsholdskarriere uden at have deltaget i en slutrunde med sit land.
Blake fik i 2005 seks måneders udelukkelse fra al fodbold pga. en positiv dopingtest.